# 林汝浃
林汝浃，字伯深，号则庵，宋朝福建福州长溪县劝儒乡（今属宁德市福鼎市磻溪镇）人，宋宁宗嘉定四年（1211年）辛未榜武状元。之後擔任閤门舍人、殿前正将、武经大夫、武德大夫及琼州、郴州安抚使等官職。